# カイシェドリース

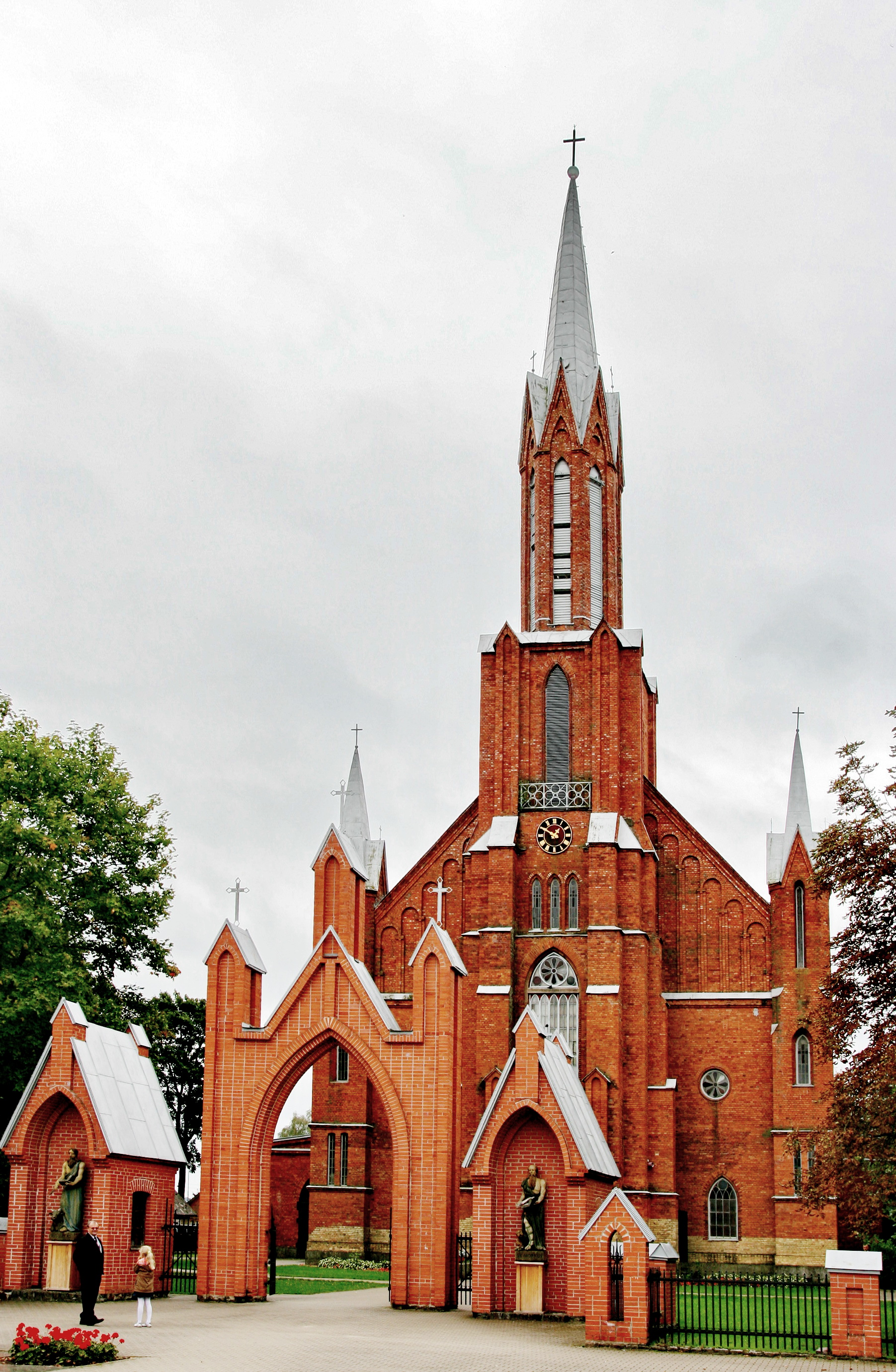
カイシェドーリス大聖堂

カイシェドリース（リトアニア語: Kaišiadorys、ポーランド語: Koszedary）は、リトアニア中部の都市。国内の二大都市ヴィリニュスとカウナスのほぼ中間に位置する。リトアニア国内にある6つのカトリック教区のうち1つはこの街を中心としている。また、街にはリトアニア獣医学研究所がある。

## 都市名
「カイシェドリース」という都市名は、16世紀にこの地域に住んでいたタタール人貴族のカイシャダルに由来する。

## 歴史
1871年にヴィリニュスとリエパーヤを結ぶ鉄道が敷設され、沿線にあったカイシェドリースは発展をし始める。第一次世界大戦が始まると、1915年、街はドイツによって占領され、この辺りの地域の中心都市となった。1919年にはカイシェドリースからラドヴィリシュキスまでを走る列車が運行を始める。その後ヴィリニュスやトラカイがポーランド共和国領となると、カイシェドリースはトラカイ県の中心都市となった。

## 著名な出身者
独立回復後初の大統領となったアルギルダス・ブラザウスカスは、幼少時代をカイシェドリースで過ごした。現在街には彼の名を冠した中学校がある。
ヨーロッパで活躍するバスケットボール選手ラムーナス・シシュカウスカスはカイシェドリースに生まれた。
国際的に活躍するリトアニア人初のレーサーのカジミエラス・ヴァシリャウスカスもカイシェドリース出身である。

## 人口
カイシェドリースの人口の変遷は以下の通りとなっている。
- 1970年 - 4,618人
- 1974年 - 5,900人
- 1976年 - 8,100人
- 1979年 - 9,022人
- 1989年 - 10,964人
- 2001年 - 10,002人